# Calytrix oldfieldii
Calytrix oldfieldii är en myrtenväxtart som beskrevs av George Bentham. Calytrix oldfieldii ingår i släktet Calytrix och familjen myrtenväxter. Inga underarter finns listade i Catalogue of Life.